# هنتينغدونشير
هنتينغدونشير هو حي غير حضري، في المملكة المتحدة، يقع في Cambridgeshire ‏، بلغ عدد سكانه 175,000  نسمة وذلك حسب إحصائيات سنة 2015، عاصمته هانتينغدون ‏، تبلغ مساحته 912.5 كيلومتر مربع.

## أعلام
- هنري رويس
- كاثرين أراغون
- جيمس شارب
- ميخائيل لورانس